# 窪田新之助
窪田新之助（くぼた しんのすけ、1978年- ）は、農業ジャーナリスト。

## 人物・来歴
福岡県生まれ。明治大学文学部を卒業後、日本農業新聞に入社。記者として8年間活動後、2012年からフリーランスに。2024年、『対馬の海に沈む』で第22回開高健ノンフィクション賞受賞。

## 著書
- 『GDP4%の日本農業は自動車産業を超える』講談社+α新書 2015.12
- 『本当は明るいコメ農業の未来』イカロス出版, 2016.6
- 『日本発「ロボットAI農業」の凄い未来 2020年に激変する国土・GDP・生活』講談社+α新書 2017.2
- 『データ農業が日本を救う』インターナショナル新書 集英社インターナショナル, 2020.8
- 『農協の闇(くらやみ) 』講談社現代新書 2022.8
- 『対馬の海に沈む』集英社 2024.12

共編著
- 『農業のしくみとビジネスがこれ1冊でしっかりわかる教科書』 (図解即戦力 豊富な図解と丁寧な解説で、知識0でもわかりやすい!) 山口亮子共著. 技術評論社, 2020.7